# Municipio de Liberty (condado de Tipton)
El municipio de Liberty (en inglés: Liberty Township) es un municipio ubicado en el condado de Tipton en el estado estadounidense de Indiana. En el año 2010 tenía una población de 2471 habitantes y una densidad poblacional de 27,34 personas por km².

## Geografía
El municipio de Liberty se encuentra ubicado en las coordenadas 40°22′8″N 86°3′39″O / 40.36889, -86.06083. Según la Oficina del Censo de los Estados Unidos, el municipio tiene una superficie total de 90.37 km², de la cual 90,37 km² corresponden a tierra firme y (0 %) 0 km² es agua.

## Demografía
Según el censo de 2010, había 2471 personas residiendo en el municipio de Liberty. La densidad de población era de 27,34 hab./km². De los 2471 habitantes, el municipio de Liberty estaba compuesto por el 96,72 % blancos, el 0,28 % eran afroamericanos, el 0,04 % eran amerindios, el 0,61 % eran asiáticos, el 1,34 % eran de otras razas y el 1,01 % eran de una mezcla de razas. Del total de la población el 2,95 % eran hispanos o latinos de cualquier raza.